# Kwasków (wieś)
Kwasków (niem. Karlsbach) – wieś w Polsce, położona w województwie łódzkim, w powiecie sieradzkim, w gminie Błaszki nad Swędrnią. W latach 1975–1998 miejscowość administracyjnie należała do województwa sieradzkiego.
Pierwsza wzmianka z 1391 r. dotyczy Zawiszy z Kwaskowa, tego rodu co Mikołaj Skarbnik, 1407 r. Borzko de Qasków, 1496 r. Qasków Zajączek, w 1535 r. wymienia się miejscowości: Wrząca, Przystań, Qwasków. W XV i XVI w. własność Zajączków z Wrzącej, którzy w końcu XVII w. wyszli z Kwaskowa. W XVII w. własność Parczewskich, z których Jan był marszałkiem ziemi sieradzkiej na sejmik w Szadku. W 1782 r. właścicielem Kwaskowa był Tomasz Hulewicz. W 1803 r. Walenty Żeromski sprzedał Kwasków Tomaszowi Gątkiewiczowi i w tej rodzinie pozostał on do 1852 r. Następnymi właścicielami byli: Teobald Zakrzewski, rodzina Drehr, a ostatnim Kazimierz Mniewski. Pozostałością dawnego założenia dworskiego jest kopiec, na którym stał dwór zniszczony po II wojnie światowej. Kwasków był gniazdem rodowym Kwaskowskich h. Bogoria.